# Énergie au Népal

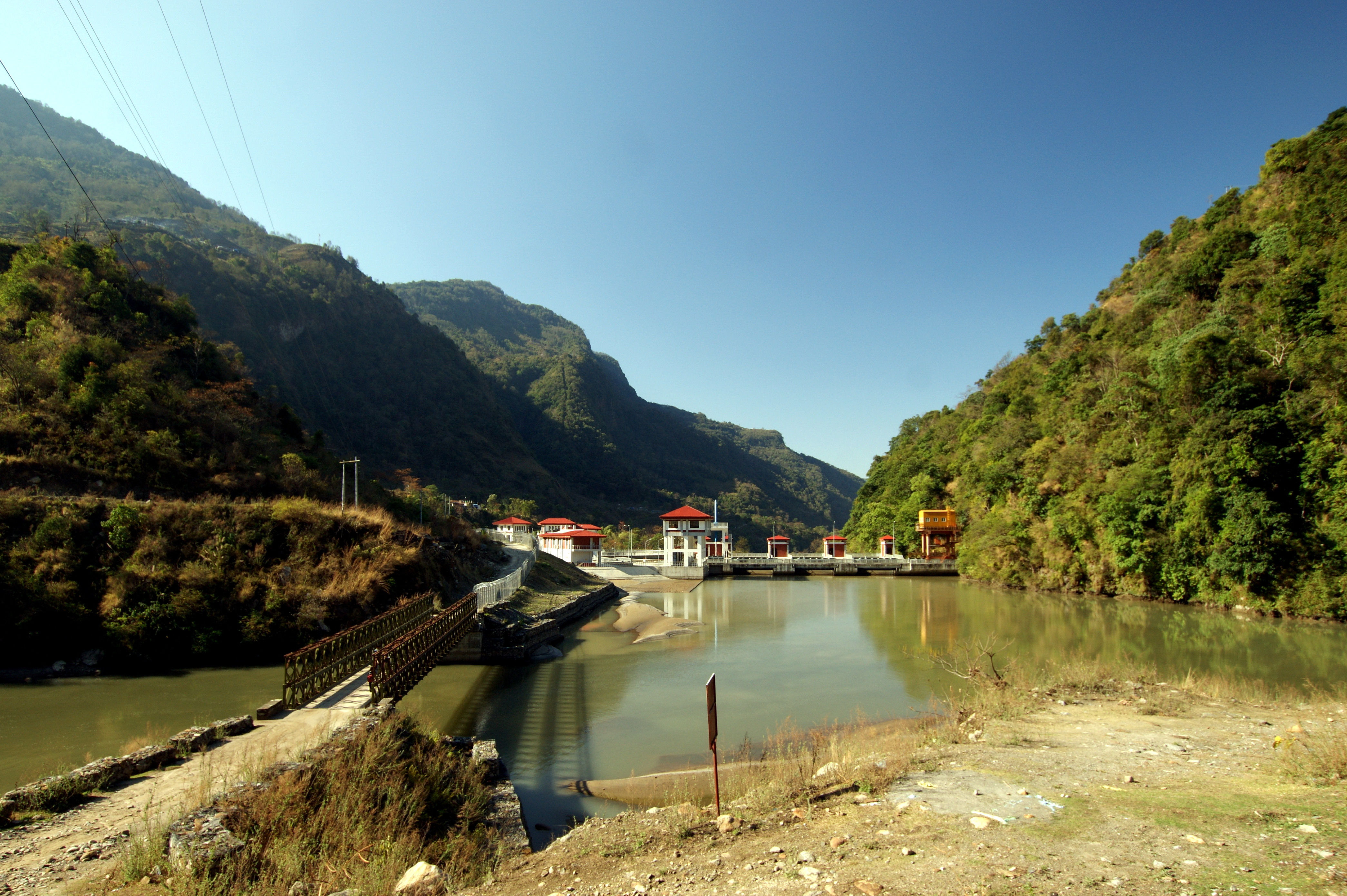
Centrale hydroélectrique à Ngadi Bazar, district de Lamjung, 2018.

Le secteur de l'énergie au Népal est caractéristique du profil des pays en développement : la production d'énergie primaire est dominée par la biomasse traditionnelle (95 %) et l'hydroélectricité (5 %).
La consommation d'énergie primaire par habitant du Népal en 2019 était inférieure de 74 % à la moyenne mondiale ; celle d'électricité représente seulement 7 % de la moyenne mondiale.
L'électricité représentait 4,1 % de la consommation finale d'énergie en 2019. Elle est produite en quasi-totalité par les centrales hydroélectriques. Le Népal a importé 36 % de son électricité en 2018 et 21 % en 2019. De nombreux projets hydroélectriques sont en construction ou en préparation, avec de grandes difficultés de financement ; la plupart sont destinés en majeure partie à l'exportation vers l'Inde.
Les émissions de CO2 liées à l'énergie par habitant représentent seulement 8 % de la moyenne mondiale

## Production d'énergie primaire
La production d'énergie primaire atteignait 445,4 PJ en 2019, en progression de 93 % par rapport à 1990. Elle était composée de 94,9 % de biomasse, 5,0 % d'hydroélectricité, 0,2 % de charbon et 0,01 % d'éolien et solaire. Depuis 1990, la production de biomasse a progressé de 86 % et la production hydroélectrique a été multipliée par sept.
L'utilisation encore générale de la biomasse pour la cuisine et le chauffage expose la population à des niveaux élevés de pollution. Une étude publiée en 2015 montre que 87,3 % des ménagères utilisaient la biomasse pour leur cuisine. Plus de 80 % de la population vit dans des villages et utilise le bois, les déjections animales, feuilles et papier comme combustible. Les infections respiratoires sévères sont la première cause de morbidité, et les cancers du poumons sont fréquents.

## Consommation d'énergie primaire
La consommation d'énergie primaire par habitant du Népal s'élevait en 2019 à 20,7 GJ ; elle était inférieure de 74 % à la moyenne mondiale : 79,1 GJ ; celle de la France était de 150,5 GJ, celle de la Chine de 101,5 GJ et celle des États-Unis de 282 GJ
L'approvisionnement en énergie du Népal (production + importations) s'est élevé à 590,9 PJ en 2019. Il est composé de 23,7 % d'énergies fossiles (charbon : 6,4 %, pétrole : 17,3 %), 75,3 % d'énergies renouvelables (biomasse : 71,5 %, hydroélectricité : 3,8 %, éolien et solaire : 0,005 %) et 1 % d'importations d'électricité. Depuis 1990, la consommation de charbon a été multipliée par 18, celle de pétrole a augmenté de 925 %, celle d'hydroélectricité de 1008 % et celle de biomasse de 86 %. Le charbon est utilisé à 99,7 % par l'industrie. La consommation intérieure d'énergie primaire a progressé de 144 % depuis 1990.

## Consommation finale d'énergie
La consommation finale d'énergie du Népal s'élevait à 583 PJ en 2019, dont 23,6 % de consommation directe de combustibles fossiles (pétrole : 17,9 %, charbon : 5,7 %), 72,4 % de biomasse et déchets et 4,1 % d'électricité. Depuis 1990, elle a progressé de 142 % (fossiles : +1054 %, biomasse : +86 %, électricité : +1008 %). Sa répartition par secteur est la suivante : industrie 7,7 %, transport 11,1 %, secteur résidentiel 75,4 %, secteur tertiaire 2,5 %, agriculture 1,9 %, usages non énergétiques (chimie) 1,2 %. L'industrie a progressé de 918 % depuis 1990, les transports de 1292 %, le résidentiel de 92 % et le tertiaire de 703 %.

## Secteur de l'électricité
Nepal Electricity Authority, créée le 16 août 1985, est l'entreprise publique chargée de la production, du transport et de la distribution de l'électricité.

### Production d'électricité
Le Népal a produit 6,18 TWh en 2019, dont 99,9 % d'hydroélectricité, 0,1 % d'éolien et 0,02 % de solaire. Cette production a progressé de 604 % depuis 1990.

#### Énergies renouvelables

##### Hydroélectricité
Le Bureau d'Investissement du Népal a estimé en 2021 le potentiel hydroélectrique du pays à 43 GW.
Selon l'International Hydropower Association (IHA), la production hydroélectrique du Népal s'est élevée à 3 TWh en 2022, soit 0,07 % de la production mondiale, loin derrière son voisin indien : 175 TWh. La puissance installée des centrales hydroélectriques du Népal totalisait 2 162 MW fin 2022, soit 0,15 % du total mondial, loin derrière l'Inde (51 786 MW) et légèrement au-dessous du Bhoutan (2 335 MW). Les mises en service de 2022 se sont élevées à 174 MW.
Les mises en service de 2021 se sont élevées à 684 MW, classant le Népal au 4e rang mondial derrière la Chine, le Canada et l'Inde, grâce à la mise en service de la centrale Upper Tamakoshi (456 MW). Cependant, des retards dans la construction des réseaux ont empêché l'évacuation de l'électricité des projets achevés de Nyadi (30 MW), Dordi Khola (27 MW) et Dordi 1 (12 MW).
Le Ministère de l'Énergie du Népal dénombre 120 centrales hydroélectriques en octobre 2022, totalisant 2 087 MW. Les plus puissantes sont Upper Tamakoshi (456 MW) et Kali Gandaki A (144 MW).

Principales centrales hydroélectriques du Népal
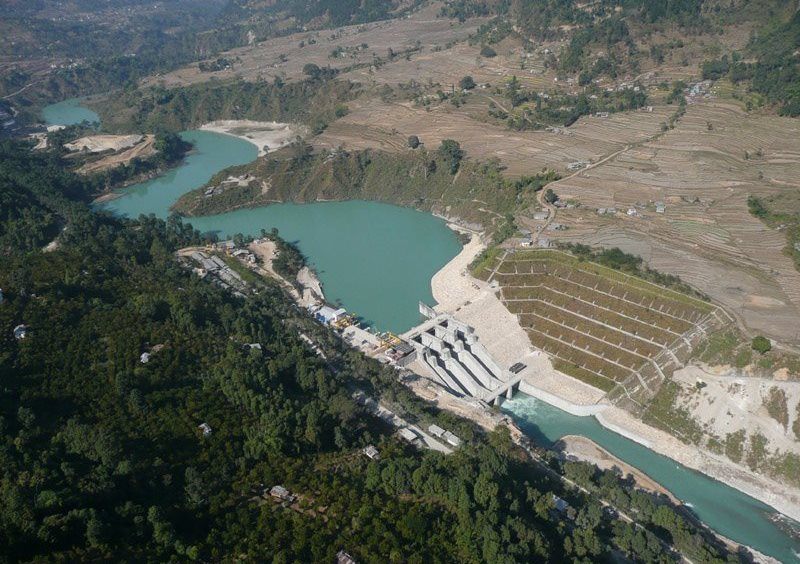
Barrage de Middle Marshyandi (70 MW) à Udipur, 2014.
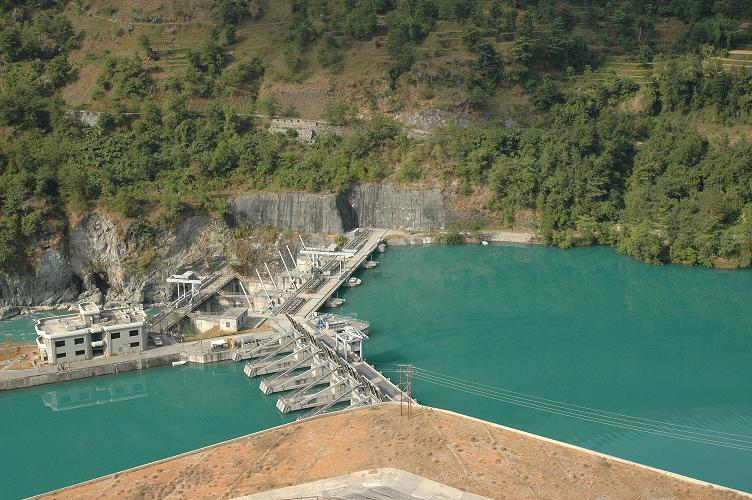
Barrage Kaligandaki A (144 MW), 2006.
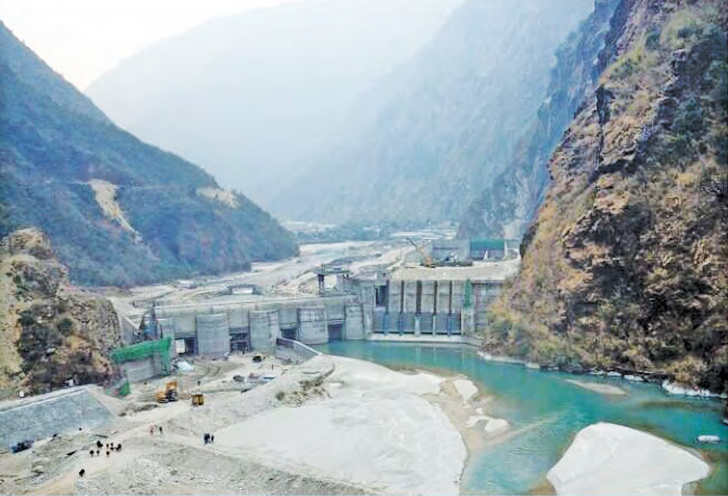
Barrage Upper Tamakoshi en construction en 2019.

La centrale de Tamakoshi Amont (456 MW), la plus puissante du Népal, construite à partir de 2011 par Sinohydro près de la frontière tibétaine sur la rivière Tamakoshi, affluent de la rivière Koshi, a été mise en service en juin 2021.
La centrale Kaligandaki A (144 MW), construite de 1997 à 2002 près de Mirmi dans le district de Syangja sur la rivière Kali Gandaki, affluent du Gange, a été financée par la Banque asiatique de développement.
La rivière Marsyangdi, affluent de la Trishuli, est équipée de trois barrages hydroélectriques : Haute Marsyangdi (50 MW, mise en service en 2016), Moyenne Marsyangdi (70 MW, mise en service en 2008) et Marsyangdi (69 MW, mise en service en 1989).
Parmi les nombreux projets d'aménagement hydroélectriques du Népal, les principaux sont :
- Arun III (750 MW), en construction dans l'est du Népal, sur la rivière Arun, par la compagnie indienne Sutlej Vidhyut Nigam depuis 2018 avec une mise en service prévue en 2023[16].
- Arun IV (695 MW), attribué également à Sutlej Vidhyut Nigam[16].
- Budhi Gandaki (1 200 MW), sur la rivière du même nom, à 2 km en amont de son confluent avec la rivière Trishuli, à 55 km à l'ouest de Katmandou. Le projet a connu maintes vicissitudes et est handicapé par le grand nombre de personnes à déplacer[17].
- Dudh Koshi (635 MW), sur la rivière du même nom, préféré en 2019 au projet Budhi Gandaki, jugé trop coûteux pour un productible analogue[18].
- le projet de centrale hydroélectrique de Karnali (900 MW), sur le cours amont de la rivière Karnali, a été attribué en 2008 par le gouvernement népalais au groupe indien GMR (Grandhi Mallikarjuna Rao) ; sa production sera partagée pendant 25 ans entre l'Inde (32 %), le Bangladesh (56 %) et le Népal (12 %) ; elle sera acheminée vers l'Inde (Uttar Pradesh) par une ligne à 400 kV[19],[20]. Le 19 septembre 2014 a été signé l'accord de développement du projet entre le gouvernement et GMR, mais huit ans plus tard GMR n'a toujours pas réussi à boucler le financement ni à signer les contrats de vente de l'électricité ; en juillet 2022, le gouvernement accorde à GMR un délai supplémentaire de deux ans pour finaliser le financement[21].
- West Seti (750 MW), sur la rivière Seti, affluent de la Karnali, dans la région la plus occidentale du pays, devait être construit par la compagnie australienne Snowy Mountains Engineering Corporation, mais cette dernière a abandonné le projet en 2011 faute de financements. China Three Gorges Corporation a ensuite exprimé son intérêt pour le projet, mais l'a abandonné en 2018, le jugeant « financièrement infaisable et trop coûteux en frais de déplacement de population et de réhabilitation ». En mai 2022, après une visite au Népal de Narendra Modi, la compagnie indienne National Hydro Power Corporation (NHPC) a commencé des investigations sur le site[16]. Un mémorandum d'entente est signé le 19 août 2022 entre le Bureau d'investissement du Népal et NHPC pour une étude détaillée du projet West Seti ainsi que du projet Seti 6 (450 MW)[22].
- Pancheshwar (4 800 MW), projet binational à buts multiples sur la rivière Mahakali à la frontière indienne[23] ; la construction est prévue de 2027 à 2031[24].
- Karnali Chisapani (10 800 MW), le plus grand projet hydroélectrique du Népal, est un projet à buts multiples, à 600 km à l'ouest de de Katmandou ; il permettrait de produire 20,8 TWh par an et d'irriguer 191 000 ha au Népal et 3 200 000 ha en Inde[25].

##### Éolien
Une installation combinant 20 kW d'éoliennes et 15 kWc de panneaux photovoltaïques a été mise en service le 12 décembre 2017 dans le village de Hariharpurgadi, district de Sindhuli, financé par la Banque asiatique de développement. Un mini-réseau éolien-solaire analogue a été installé en 2011 à Dhaubadi dans l'ouest du Népal.

##### Solaire

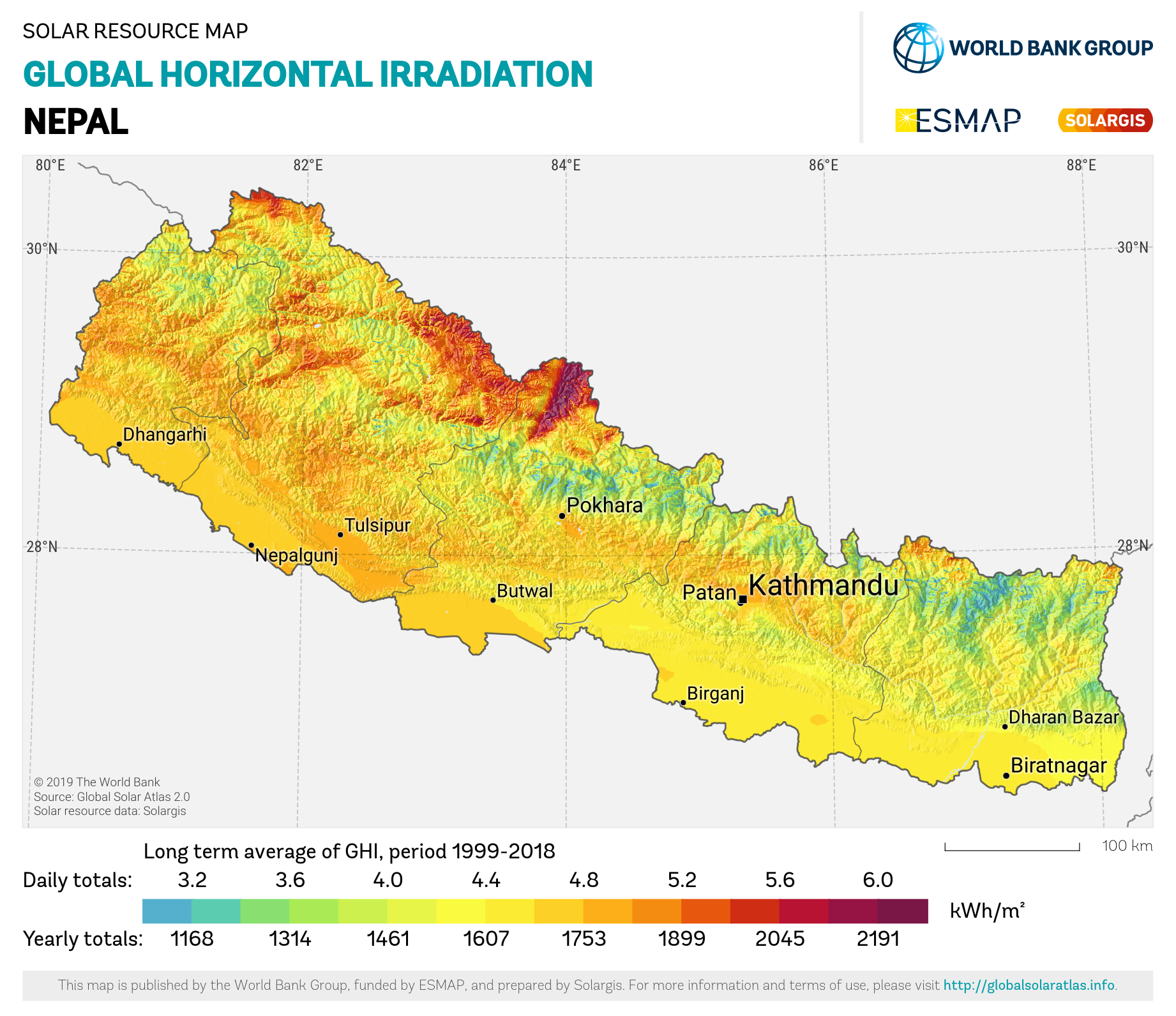
Potentiel solaire au Népal

Centrales photovoltaïques au Népal
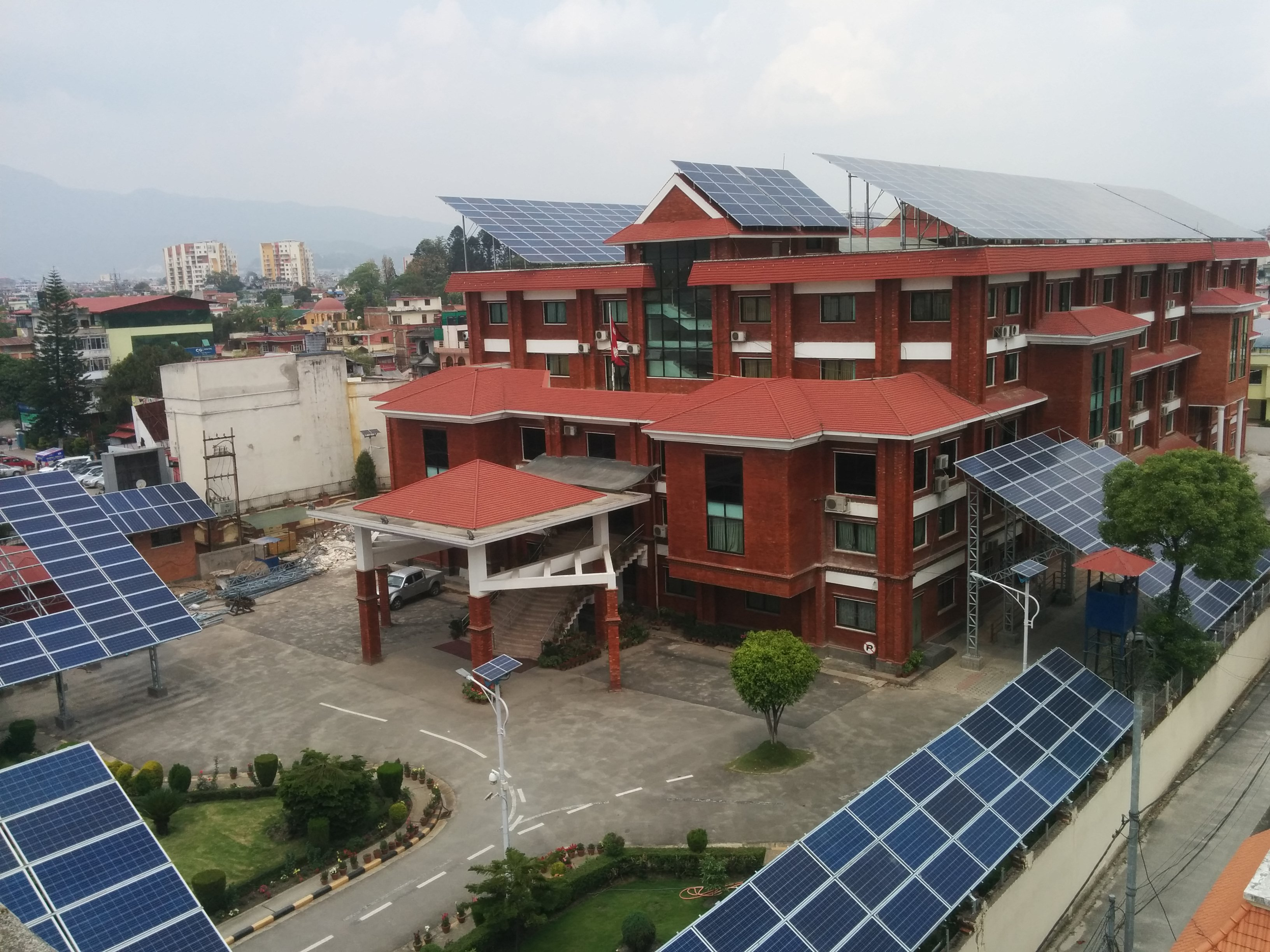
Centrale solaire de 500 kWc de la Commission for the Investigation of Abuse of Authority, 2017.
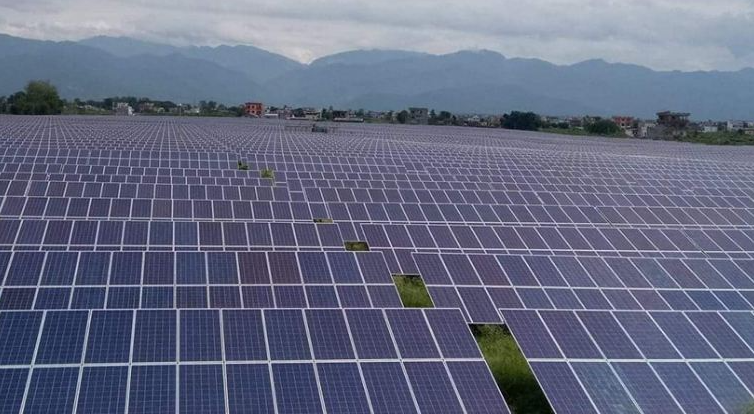
Centrale photovoltaïque de Butwal, district de Rupandehi, août 2021.

La centrale photovoltaïque de Butwal (8,5 MWc) a été mise en service en octobre 2020.
La centrale photovoltaïque de Nuwakot (25 MWc) a été construite par la compagnie chinoise Risen Energy en 2020.
La centrale photovoltaïque de Dhalkebar (10 MWc) a été mise en service en février 2021.

### Consommation d'électricité
Selon l'Agence internationale de l'énergie, la consommation moyenne par habitant s'élève à (231 kWh), soit seulement 7 % de la moyenne mondiale (3 265 kWh) et 23 % de celle de l'Inde (987 kWh).
La consommation d'électricité du Népal s'est élevée en 2019 à 6,58 TWh. Elle a progressé de 1008 % depuis 1990. Elle se répartit en 34,7 % pour l'industrie, 46 % pour le secteur résidentiel, 11,8 % pour le tertiaire et 2,8 % pour l'agriculture.
En 2024, 76 % des voitures neuves vendues au Népal étaient électriques, alors que la moyenne mondiale est d'environ 20 %. Grâce à ses ressources hydroélectriques, le Népal produit une électricité locale, bon marché et décarbonée. Les véhicules électriques importés sont taxés à 40 %, contre 180 % pour les modèles thermiques, si bien que certaines voitures électriques coûtent beaucoup moins cher que leurs équivalents à essence. Les infrastructures de recharge se développent rapidement.

### Échanges internationaux d'électricité
En 2019, les importations d'électricité se sont élevées à 1,73 TWh et les exportations à 0,11 TWh ; le solde importateur était donc de 1,62 TWh, soit 20,8 % de l'approvisionnement du pays en électricité. En 2018, 2,81 TWh ont été importés et 0,035 TWh importés ; le solde importateur couvrait 36,2 % des besoins.

## Impact environnemental
Selon l'AIE, les émissions de CO2 liées à l'énergie par habitant s'élèvent à 0,35 tonne en 2019 au Népal, soit seulement 8 % de la moyenne mondiale : 4,39 tonnes et 21 % de celle de l'Inde : 1,69 tonne.